# Montanvax
Montanvax (från latinets mons= berg, bergvax) är en beståndsdel i de mellantyska brunkolsavlagringarna.
Montanvax utvinns genom extraktion med bensen och användes tidigare bland annat som elektriskt isolationsmaterial och vid framställning av skokräm. Genom destillation med vattenånga erhålls ett så kallat raffinerat montanvax, som använts som härdningsmedel för fett och vax.
Idag används montanvax främst för framställning av rengörings- och smörjmedel.